# Okada Josio
Okada Josio (Hjogo, 1926. augusztus 11. – 2002. június 22.) japán válogatott labdarúgó.

## Nemzeti válogatott
A japán válogatottban 7 mérkőzést játszott.

## Statisztika
| Japán válogatott | Japán válogatott | Japán válogatott |
| Időszak          | Mérk.            | gól              |
| ---------------- | ---------------- | ---------------- |
| 1951             | 3                | 0                |
| 1952             | 0                | 0                |
| 1953             | 0                | 0                |
| 1954             | 4                | 0                |
| Összesen         | 7                | 0                |